# Casimir von Gemmingen
Casimir von Gemmingen (* 3. Dezember 1697; † 3. April 1769) war baden-durlachscher Hofrat und Kammerjunker sowie Grundherr in Bürg.

## Leben

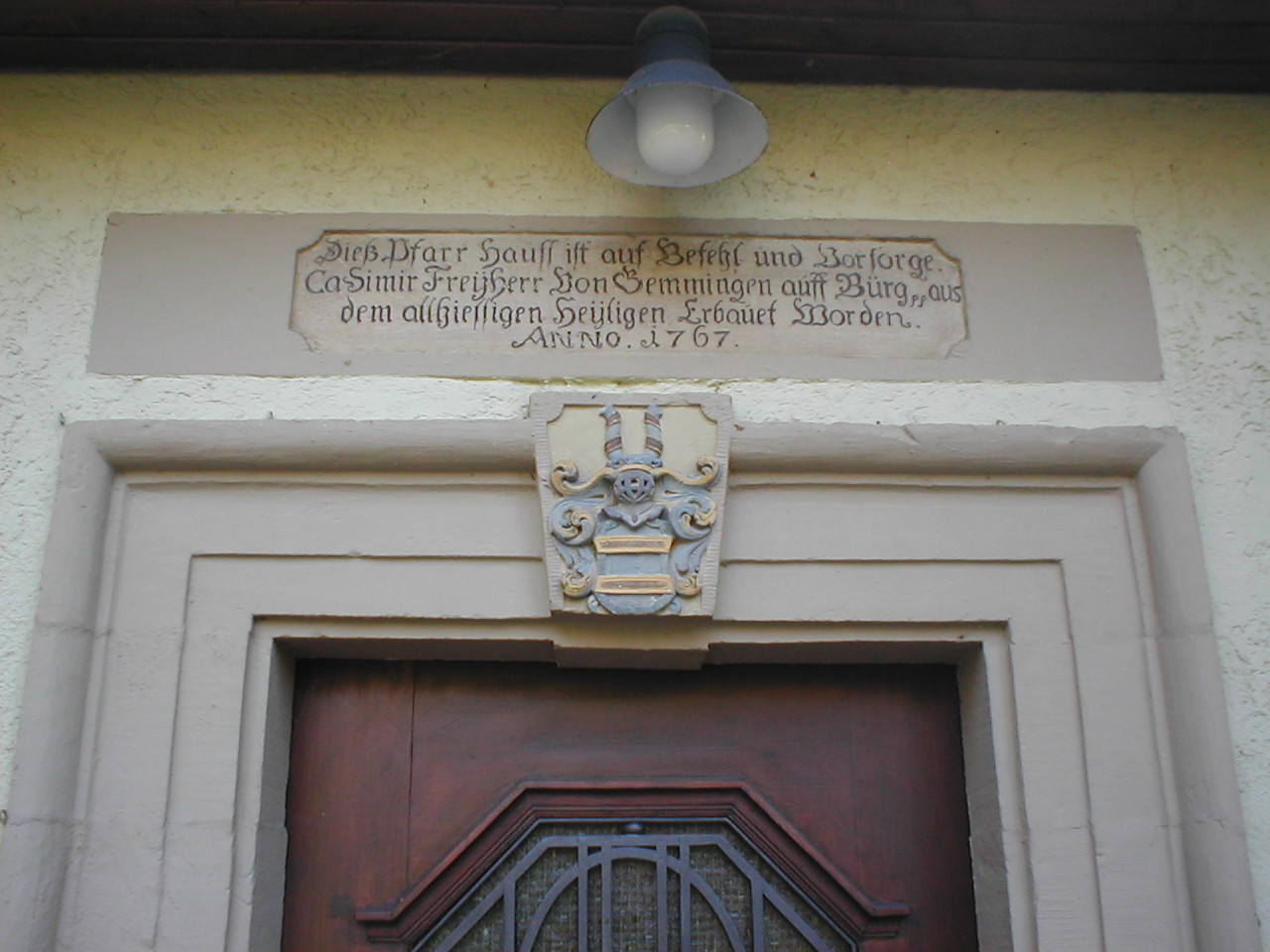
Die Inschrift am Portal des Pfarrhauses in Bürg nennt Casimir von Gemmingen als Erbauer des Hauses 1767

Casimir entstammte dem Zweig Bürg-Presteneck der Freiherren von Gemmingen und war ein Sohn des Johann Bernhard von Gemmingen (1656–1723) und der Maria Agatha von Bettendorff (1663–1733). Nach dem Tod des Vaters teilten er und sein Bruder Reinhard (1699–1726) sowie sein Onkel Eberhard (1674–1741) im Jahr 1724 den zuvor gemeinsam verwalteten Besitz in Bürg und Presteneck, wobei den Brüdern Bürg zufiel. Sein Bruder Reinhard starb 1726 in kaiserlichen Kriegsdiensten in Belgrad an Typhus und hat Casimir seine gesamten Güter vermacht. Seinen Besitz in Bürg konnte er noch durch einen Gütertausch mehren, indem er 1761 seinen freiadligen Neuhof gegen das Kreuter'sche Gut in Bürg tauschte, das zuvor im Besitz von Georg David Jäger war. 1767 ließ er in Bürg das Pfarrhaus errichten, wovon bis heute eine Inschrift am Portal kündet.
Er wurde in der Kirche von Bürg an der Seite seiner Gattin begraben.

## Familie
Er war seit 1730 mit Eberhardine Luise von Wallbronn (1701–1762) verheiratet. Aus der Verbindung gingen 13 Kinder hervor, von denen wohl nicht alle das Erwachsenenalter erreicht haben.
Nachkommen:
- Johanna Eberhardine Maria (1731–1800), blieb ledig
- Ernestine Elisabeth (* 1732)
- Karoline Luise Friederike (1734–1797) ⚭ Friedrich Eberhard Teuffel von Birkensee
- Auguste Charlotte (1737–1789) ⚭ Karl August Wilhelm von Gemmingen-Maienfels
- Auguste Juliane (1738–1791)
- Sophie Wilhelmine (1739–1788)
- Johann Casimir (1740–1772) ⚭ Wilhelmine von Gemmingen-Gemmingen († 1791)
- Bernhard Friedrich Gustav (* 1741)